# Anagrus brasiliensis
Anagrus brasiliensis är en stekelart som beskrevs av Triapitsyn 1997. Anagrus brasiliensis ingår i släktet Anagrus och familjen dvärgsteklar. Inga underarter finns listade i Catalogue of Life.